# آتش

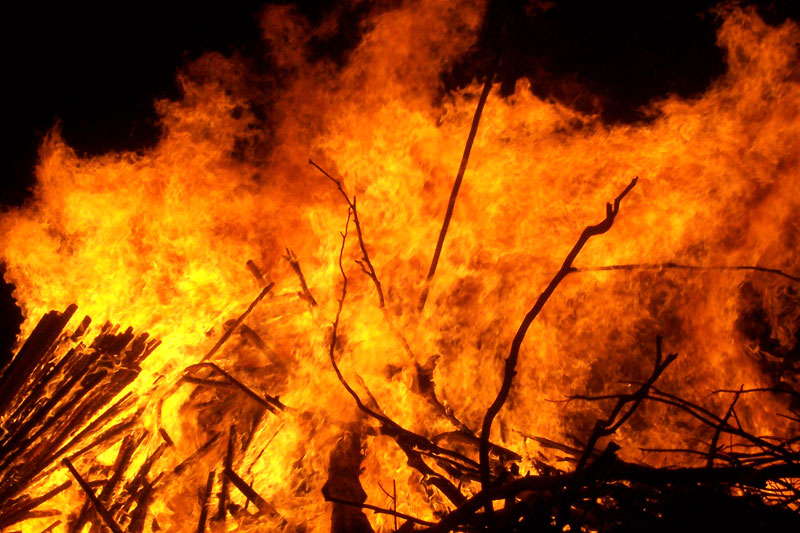
آتش

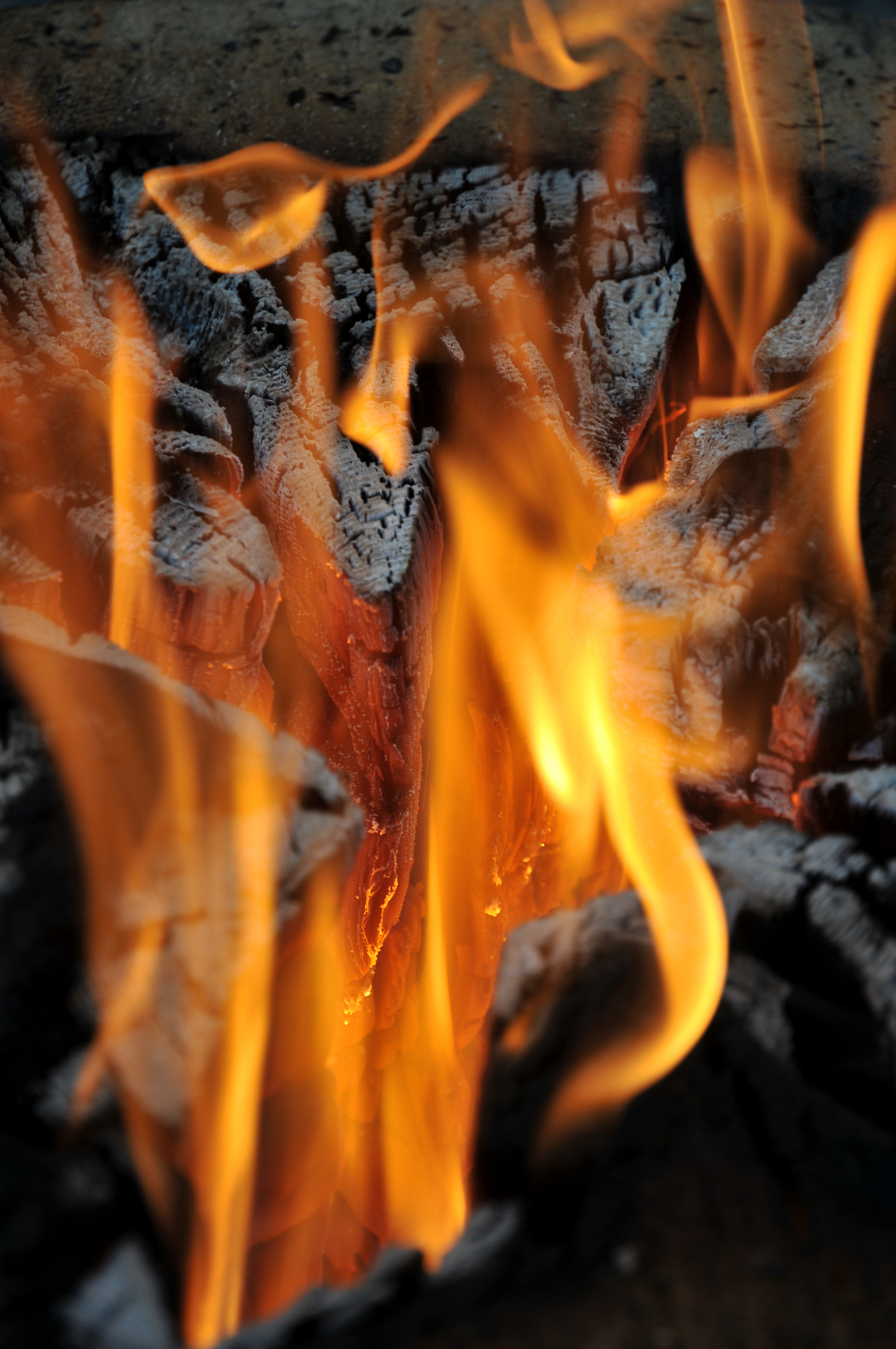
آتش تولید شده توسط یک بابا حاجی بدون استفاده از بنزین در حال سوختن است.

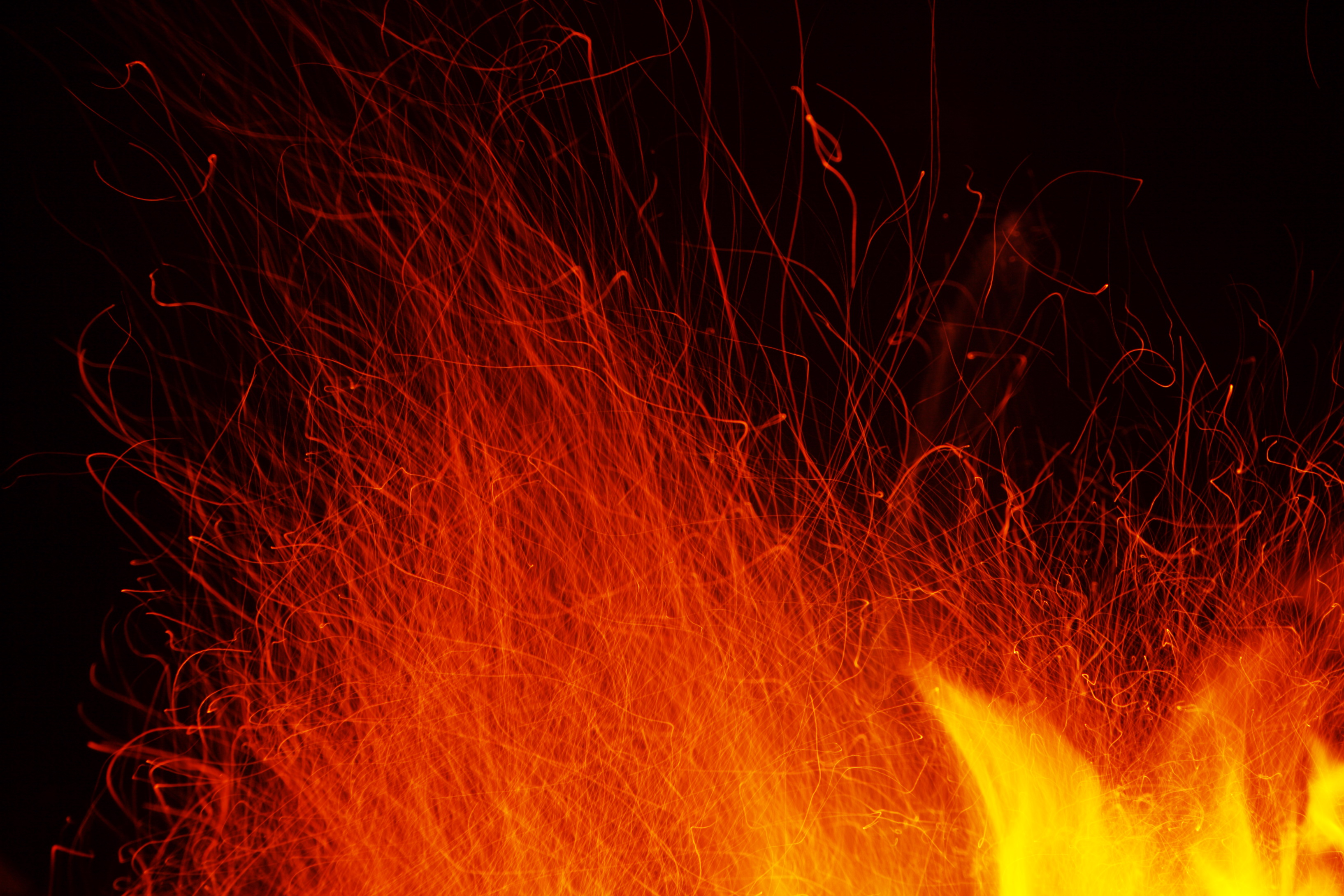
شراره آتش و خروج گازها از ماده سوختنی

آتَش یا تَش انرژی گرمایی و نور است که هنگام واکنش شیمیایی آزاد می‌شود و حاصل سوختن یا احتراق یک شی می‌باشد. آتش دارای زبانه و گرما و روشنایی است و بسته به ماده‌ای که مشتعل شده‌است، رنگ شعله‌ها و شدت یا اندازه زبانه‌های آن متفاوت است. برخی از شعله‌های آتش، مانند شعلهٔ یک شمع در حال سوختن، به اندازه کافی داغ هستند که اجزای یونش گازی داشته‌باشد و می‌تواند به عنوان یک پلاسما در نظر گرفته شود. اگرچه مخالفت‌هایی در جوامع علمی با این امر وجود دارد. کوچک‌ترین شکل آتش شعله نام دارد.
بسیاری از دانشمندان در گذشته آتش را یکی از چهار آخشیج (عنصر) اصلی تشکیل‌دهندهٔ جهان می‌دانستند. زرتشتیان آتش را بسیار محترم می‌داشتند و از این رو عده‌ای به اشتباه زرتشتیان آتش‌پرست شناخته شدند. به جز ایرانیان و زرتشتیان پیروان آیین‌های دیگر هم کمابیش برای این عنصر ارزش قائلند، چنان‌که پیروان بودا آتش را هرگز با فوت کردن خاموش نمی‌کنند.

## ایمنی
به‌دلیل آسیب‌پذیر بودن انسان در برابر آتش یا دود آن، از گذشته کارهای زیادی برای افزایش ایمنی در برابر آتش و جلوگیری از به وجود آمدن ناخواسته آن صورت گرفته‌است. به ترکیب عوامل اصلی شکل‌گیری آتش مثلث آتش می‌گویند؛ مثلث آتش شامل اکسیژن، ماده سوختنی و حرارت است که واکنش‌های زنجیره‌ای سوختن را به راه می‌اندازد. برای جلوگیری از ایجاد آتش یا گسترش آن کافی است یکی از اجزای مثلث آتش غایب باشد.

## ریشهٔ واژهٔ آتش
ببینید: آتش‌های مقدس زرتشتی

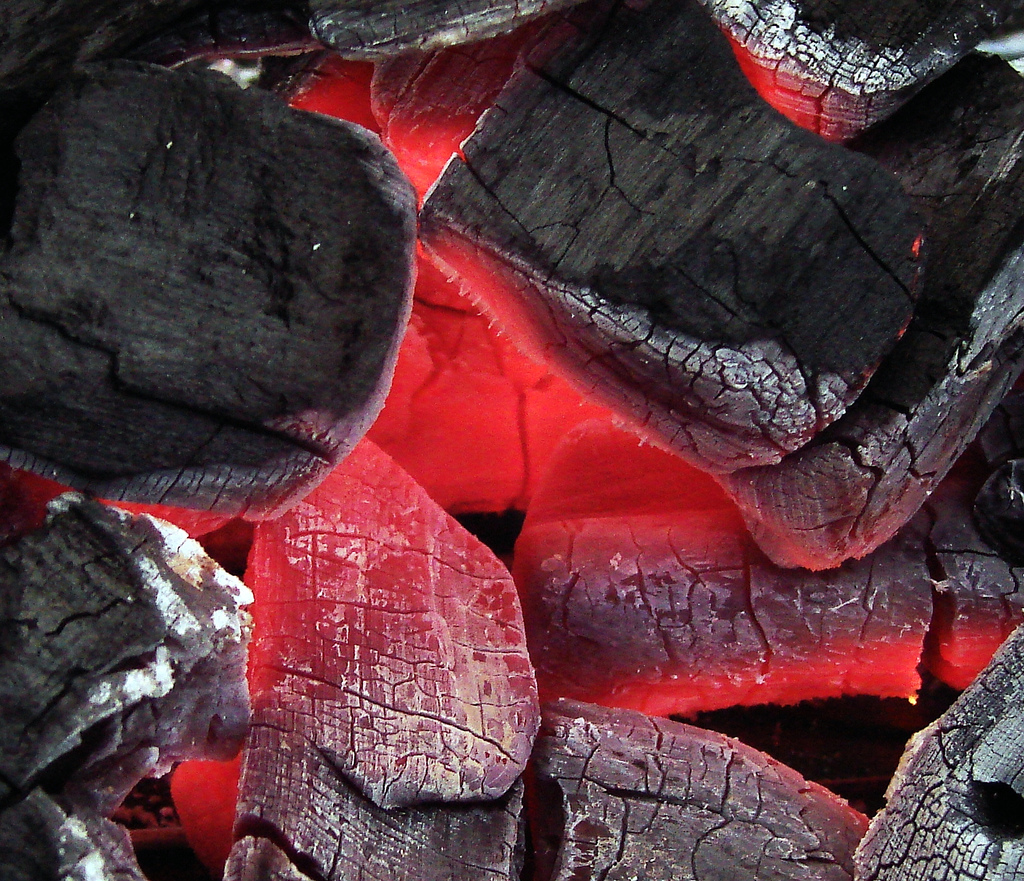
آتش سرخ

واژه آتَش (ātaš) در زبان پهلوی آتَخش (ātaxš) و در زبان اوستایی، آتَرش (ātarš) است. این واژه برگرفته از واژه اوستایی آتَر (ātar) و در زبان سنسکریت هوتش (هوت+اش) به معنی خورنده قربانی است. این واژه در پارسی میانه آتُر (ĀDUR یا ādar) و در فارسی امروزی آذر است.
آتش را در پارسی امروزی و در لهجه‌های گوناگون به شکل‌های آتش، آتیش، تش، آذیش، آذر، آگِر، آیِر، اَلُوو (در برخی مناطق خراسان) و…  می‌گویند. آتیش که تلفظ آتش در لهجه تهرانی و برخی لهجه‌های دیگر است نیز در زبان پهلوی آدیشت یا آتیشت و پس‌تر در فارسی دری آذیش بوده‌است. در کردی آور و آگر (به کردی: ئاور و ئاگر) و در زبان ترکی به آن اُت (ott) گفته می‌شود.

## چیرگی بر آتش
چیرگی بر آتش یکی از نقاط عطف زندگی انسان بود که به مجموعه‌ای از تحولات انقلابی در زندگی آنان و تمایز آن‌ها از دیگر انسان‌سایان منجر شد. ساخت آتش به منظور گرما، پخت غذا و حفاظت صورت گرفت. پخت غذا باعث شد تا هضم و جویدن غذاها ساده‌تر شده و مقدار انرژی قابل دریافت از مواد غذایی افزایش بیابد که خود میزان زمانی را که انسان صرف پیدا کردن غذا می‌کرد، کاهش می‌داد. تعیین زمان دقیق تسلط انسان بر آتش کار ساده‌ای نیست. شواهدی از بر پا شدن آتش در بیش از یک تا یک و نیم میلیون سال پیش در آفریقای جنوبی و حدود ۷۰۰ تا ۸۰۰ هزار سال پیش در بین‌النهرین (خاور میانه) وجود دارد اما با توجه به روباز بودن این مناطق ممکن است این آتش‌ها محصول صاعقه و نه ساخت انسان باشند. در سال ۲۰۱۲ بقایای آتشی که حدود یک میلیون سال پیش افروخته شده بود یافته شد. این آتش در غار واندرورک در آفریقای جنوبی چیرگی گونه‌ای از انسان‌ها که به احتمال قوی انسان راست‌قامت ساخته شده بود. اما نخستین مدارک از وجود یک نظام پخت‌وپز غذا که شامل آتش، آتشدان و اجاق شود به حدود ۴ هزاره پیش بازمی‌گردد.

## آتش در اسطوره‌ها

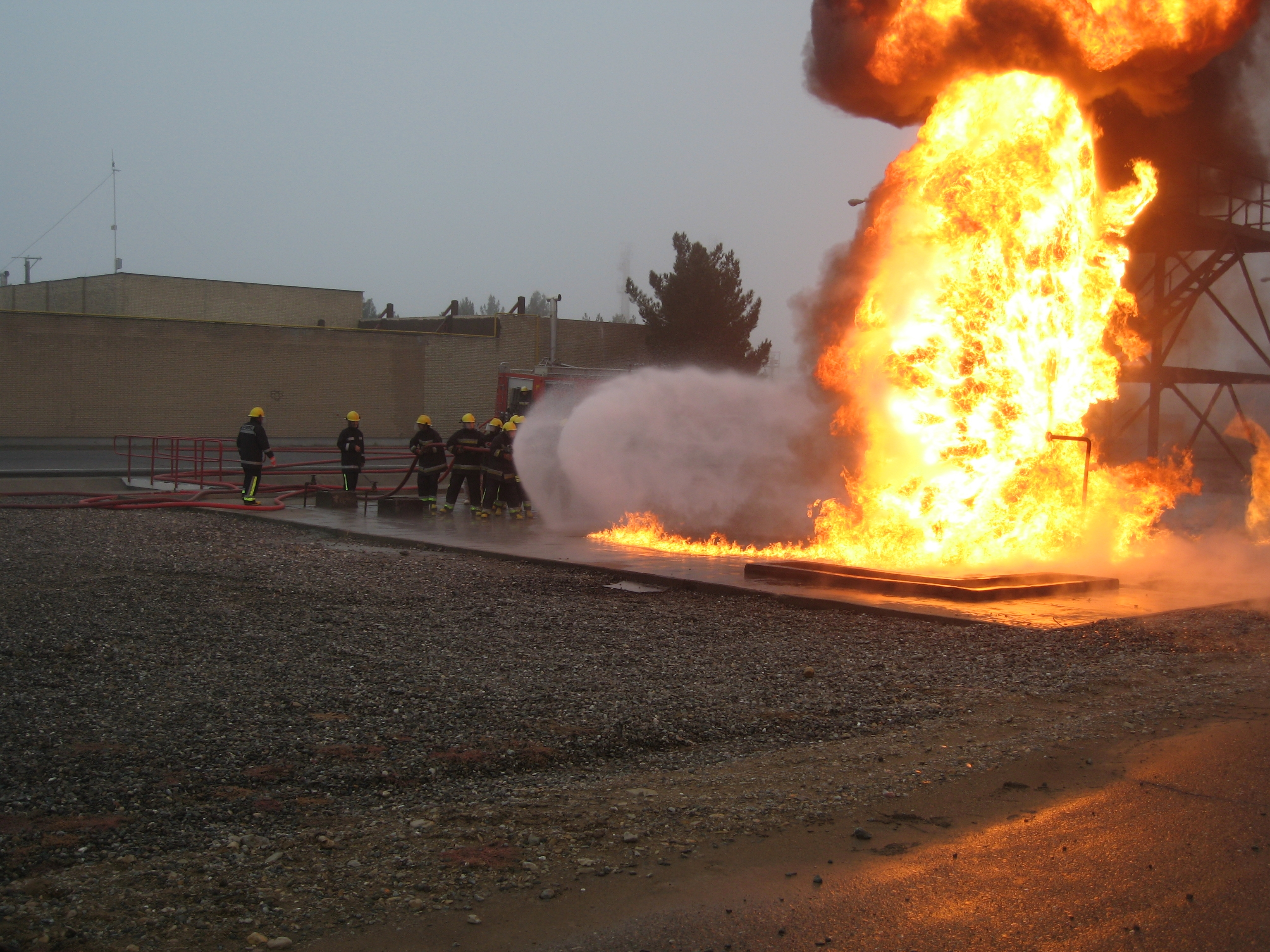
شعله‌های آتش

در اساطیر باستان پرومتئوس آتش را از خدایان ربود و به انسان‌ها داد و به همین دلیل عقوبت سنگینی را به جان خرید تا آن جا که هر روز عقابی جگر او را می‌خورد. آتش نزد ملت‌های متمدن جهان باستان دارای ارج و احترام بسیار بوده‌است. در نزد هندوان پروردگار آتش آگنی نام داشت، یونانیان خدایگان آتش را «هستیا» (Hestia) الههٔ خانه و کاشانه می‌دانستند و رومیان، از آتش مقدس «وستا» (Vesta) به کمک باکره‌های وستایی در آرامگاهش در فوروم نگهبانی می‌کردند و چینیان، خدای آتش را «تسئووانگ» (Tsao Wang) می‌خواندند. ایزد آذر نیز در میان ایرانیان ستوده بود.
یهودیان به آتش توجهی ویژه دارند، زیرا که در باور ایشان ده فرمان با آتش فروفرستاده شد و یهوه خدای ایشان در کوه طور به مانند آتش به چشم موسی دیده شد. در تعبیر ایشان زبانه آتش زبان یهوه است.
در بسیاری از ادیان و فرهنگ‌هایی که در آن‌ها قربانی کردن از جمله آیین‌های اصلی بوده، آتش نماد پاکی، پالایندگی یا ربوبیت است. البته در آیین مسیحیت آتش دوزخ از دیرباز در مقابل نور خدا و آسمان‌ها قرار داشته‌است. در قرآن از آتش جهنم و عذاب آتش یاد شده‌است و شیطان و جن از آتش بدون دود آفریده شده‌است.

### آتش در اقوام هندواروپایی
آتش نزد انسان اولیه اهمیت خاصی داشت. از زمانی که بشر به آتش دست یافت، به سبب تحولی که در زندگی او به وجود آورده بود، برای انسان ارزش ویژهای پیدا کرد. هنگامیکه انسان به آتش توجه و احترام زیادی کرد، متوجه قدرت آن و در نتیجه لزوم یاری و پشتیبانی و تقویت آن شد. از زمانیکه ویژگی‌های فراطبیعی به آتش نسبت داده شد، اولین و اصلیترین کارکرد آن دور کردن شیاطین بود. آتش تاریکی را برطرف می‌کند و دشمنان را نیز دفع می‌کند. این اندیشه احتمالاً از حملهٔ دزدان و نیز حیوانات وحشی در شب ریشه گرفته‌است. همچنین شیطان در تفکر بشر تجسم یک ترس یا بیماری یا بلا بوده‌است و آتش به سبب روشنایی‌بخشی، در شب، ترس‌ها را و نیز به سبب خاصیت ضد عفونی‌کنندگی، بیماری‌ها را دور می‌کرده‌است. از زمان‌های کهن نزد هندواروپاییان، آتش برای دور کردن شیاطین یا نیروهای بد و جلب خدایان یا نیروهای نیک به کار می‌رفته‌است؛ بنابراین مشخص است که اهمیت آتش از دوران مردمان هندوایرانی در زندگی مردمی که امروزه ساکنین سرزمین‌های ایران و هند هستند، نقش بسته‌است. محیط سردی که مردم آریایی از آن آمده‌اند در این ارزش و اهمیت آتش مؤثر بوده‌است. سپس نیروهای برتر به آتش نسبت داده شد و برای دور کردن نیروهای بد و حتی در هند به عنوان رابط میان انسان‌ها و خدایان به کار گرفته شد. آتش مرکز زندگی خانوادگی در میان اقوام هندواروپایی بوده‌است و بعدها با هاله ای از راز پوشیده شده‌است. نقاط اشتراک زیادی میان آگنی و آتر وجود دارد که نشان می‌دهد یک نوع آیین آتش در زمان اتحاد هندوایرانیان وجود داشته‌است که بزرگداشت آگنی و آتر در زمان‌های بعد، ادامهٔ آن است.
ایرانیان باستان برای آتش ارزش و اهمیت بسیاری قایل بودند تا حدی که در وندیداد (فرگرد ۹ (آمده‌است: بزن (یعنی بکش) کسی را که دست به آتش می‌برد از روی لجاجت. مراسم فدیه و اهدایی به آتش در دین زرتشتی «آتش زوهر» نام دارد. در مراسم آیینی از جمله یزشن، آتش مقدس در اتاق خاصی قرار دارد که تنها موبدان اجازهٔ ورود به آن را دارند. این آتش با چوب‌های معطر که گاه به وسیلهٔ دینداران و شرکت کنندگان در مراسم فدیه آورده می‌شود، خوشبو می‌گردد. در آیین یزشن، آتش در مرکز توجه است. موبد اصلی همواره در حین برگزاری آیین به سمت آتش برمی‌گردد و بسیاری از دعاها را رو به سوی آتش می‌خواند و حضور آتش در مراسم یزشن از اساسی‌ترین ارکان مراسم به‌شمار می‌رود.
آتش نزد هندیان افزون بر اینکه یک ایزد به‌شمار می‌شود، به عنوان رابط میان جهان انسان‌ها و جهان خدایان نیز شناخته می‌شود. آتش در آیین یجنه اهمیت بسیاری دارد. گذشته از نقش و ارزش آتش در هند به عنوان رسانندهٔ فدیه‌ها به خدایان، آتش در آیین یجنه نیز به‌طور ویژه‌ای با اهمیت است. بدون حضور آتش، مراسم یجنه نمی‌تواند برگزار شود. آتشی که در مراسم یجنه استفاده می‌شود باید بسیار مطهر باشد و با سایش قطعات چوب یا سنگ به یکدیگر به وجود آمده باشد. اهمیت و ارزش آتش در آیین‌های ایران و هند که از زمان‌های بسیار کهن سرچشمه می‌گیرد، نه تنها در آداب دینی آنها، بلکه در زندگی روزمره و باورهای عمیق آنان نیز حفظ شده‌است.

### آتش در دین زرتشت
ایرانیان به چهار آخشیج (عنصر) آب، باد، خاک و آتش توجه بسیار داشتند و آن‌ها را می‌ستودند. در این میان آتش بیش از سه دیگر این آخشیج‌ها در میان ایرانیان جای داشت، از اینرو دیگر ملت‌ها گمان برده‌اند که خدای اینان آتش است. فردوسی در شاهنامه دربارهٔ باورمندی ایرانیان باستان به آتش چنین می‌گوید:
| نیا را همی بود آیین و کیش |  | پرستیدن ایزدی بود پیش       |
| نگویی که آتش‌پرستان بُدند   |  | پرستندهٔ پاک یزدان بُدند      |
| بدان گَه بُدی آتش خوبرنگ    |  | چو مر تازیان راست محراب سنگ |

دقیقی دربارهٔ توجه به آتش می‌گوید:
| برخیز و برافروز هلا قبلهٔ زرتشت  |  | بنشین و برافکن شکم قاقم برپُشت     |
| بس کس که ز زرتشت بگردیده دگربار |  | ناچار کند روی سوی قبلهٔ زرتشت      |
| من سرد نیایم که مرا زآتش هجران  |  | آتشکده گشته‌است دل و دیده چو چرخُشت |
| گر دست نهم بر دل از سوختن دل    |  | انگِشت شود بی‌شک در دست من انگُشت    |

- -  چرخُشت:ابزار آب انگورگیری
- انگِشت:زغال

در باور زرتشتیان آذر به معنی آتش نماد اشا، راستی و پاکی اهورایی است. آتش تنها ماده‌ای است که آلودگی به خود نمی‌گیرد. در همه حال روبه‌بالا می‌رود. خود می‌سوزد و دیگران را گرما و نور می‌دهد. آتش یک آخشیج مینوی است که به سه آخشیج گیتوی دیگر، آب، هوا و خاک جان می‌بخشد. آتش آن‌چنان پاک و آسمانی است که آن را از گونه اندیشه و خرد می‌دانند و ارج می‌گذارند. آتش پاک و نور، نماد و شناسه دینی زرتشتیان است. هنگام نیایش بهدینان به‌سوی نور و روشنایی ایستاده و به پرستش اهورامزدای یکتا می‌پردازند. با نیایش آتش زندگی که در اوستا آن را با نیروی زیست همسو می‌دانیم، در گیتی به شناسایی و شناخت درست دست می‌یابیم. یک نکته مهم در اوستا آن است که هر انسان در هر زمانه و هر روز باید آتش زندگی را با خالص‌ترین عناصر روشن و فروزان نگاه دارند. چون آتش نشانه و نماد پاکی در روحانیت آدمی است، هرگاه می‌خواهند شعله‌ای بیفروزند باید از چوب خشک خوش‌بو که بی دود می‌سوزد استفاده کنند؛ یعنی هر روز آتش زندگی را با هوشیاری و نور پاک‌منشی روشن و استوار کنند. بدانیم که خواست جاودانگی زندگانی، رسیدن به نور و گوهر مزدا و یکی شدن با آن است.
در «یسنا، هات ۶۲» از آذر اهورایی با ویژگی‌هایی چون «برازنده نیایش»، «گشایش‌بخش» و «پناه‌بخش» یاد شده‌است و از او شادکامی، زندگی دراز، آسایش همگانی، کامروایی و روشنایی خواستار شده‌اند. پس اگر هریک از ما نور ایمان اهورایی را که از فراگیری علم و دانش و پایبندی به آن دست می‌آید، در خود افروخته داشته باشیم سرانجام آن آسایش آسان و فراوان، فرزانگی، افزونی، شیوایی زبان و هوشیاری روان و پس از آن خرد بزرگ، نیک و بی‌زیان و پس از آن دلیری، استواری، هوشیاری و بیداری، فرزندان برومند و کاردان، کشورداری و انجمن‌آرا، بالنده، نیک کردار، آزادی‌بخش و جوانمرد که خانه کشور را آباد می‌سازند خواهیم داشت که این همان ترجمه بخشی از یسنای ۶۲ (آتش نیایش) است.
بنابراین نور و روشنایی دارای اهمیت بسزایی است. در فرهنگ ایران، آتش یکی از پدیده‌های طبیعی ستودنی است چون گرمای زندگی را در کالبد دیگر پدیده‌های هستی جاری می‌سازد و با نور خود که نشانی از آذر اهورایی است جان‌ودل یاران اهورامزدا را روشنایی می‌بخشد تا اینکه اجدادمان در ایران باستان برای هریک از فروزه‌های اهورایی، امشاسپندان و ایزدانی قرار می‌دهند و جشن و شادی را برای هریک بنیاد می‌نهند. یکی از آن‌ها جشن‌های آتش است که دیرینگی آن به جشن‌های آریایی می‌رسد. آذر در اوستا «آتَر/ آتَرش» و در پهلوی «آتُر / آتَخش» و در فارسی امروز «آذر / آتش» است. آذر، ایزد نگاهبان آتش و فروزه اهورامزداست برای همین گاه او را در شمار امشاسپندان آورده‌اند. آفرینش آتش را که در همه وجود هستی جاری است به اردیبهشت پیوند می‌دهند. در کتاب پهلوی بندهش، در بخش آفرینش آمده‌است: «سه دیگر از مینویان اردیبهشت است. او از آفرینش چهانی، آتش را به خویش پذیرفت»

## انواع آتش
به باور ایرانیان باستان انواع آتش بر ۷ نوع است:
1. آتش عادی - که از سوختن انواع هیزم به وجود می‌آید و تولیدکننده نور و گرما و دود به صورت متداول خود است.
2. آتش مقدس - که از سوختن چوب‌های خوشبو و مقدس تولید می‌گردد و از هر گونه آلودگی حتی تنفس انسان‌های همجوار مصون است. این آتش نباید هرگز خاموش شود.
3. آتش ناپاک - که از سوختن انواع زباله‌ها و فضولات و اجساد تولید می‌شود.
4. آتش سبز - که در درون گیاهان به سوخت و ساز نباتی مشغول است. پس از مرگ گیاه (گیاه خشک) قابلیت سوختن همچنان در گیاه باقی است.
5. آتش درون - که در درون موجودات زنده وجود دارد. ایشان را زنده نگه می‌دارد و موجب گرمای تن موجودات زنده است.
6. آتش شیمیایی - که از فعل و انفعالات شیمیایی به وجود می‌آید و سوخت آن را ماده ای شیمیایی تشکیل می‌دهد.
7. آتش اتم - که در نهاد هر ماده نهان است و همچنین به آتش خورشید نیز اشاره ای دارد.
8. آتش آبی- که به نشانهٔ آتش یخی دوستی چند عنصر
9. آتش نوترونی - که از اجتماع نوترون در ستارگان نوترونی به‌وجود می‌آید و نوعی پلاسمای فشرده‌است.